# Don't Mind
Don't Mind è un singolo del rapper statunitense Kent Jones, pubblicato il 25 aprile 2016 come primo estratto dal primo mixtape Tours.

## Descrizione
Il ritornello contiene elementi tratti dal brano del 1994 Practice What You Preach di Barry White, che è stato accreditato come autore di Don't Mind. Riguardo a tale scelta, Jones ha dichiarato che l'intera stesura del brano «è stata ispirata dal repertorio soul della Motown» e che lui stesso «è un grande fan di Barry White».

## Video musicale
Il video musicale, diretto da Eif Rivera, vede la partecipazione di DJ Khaled ed è stato reso disponibile su YouTube l'11 marzo 2016.

## Tracce
Download digitale
1. Don't Mind – 3:18

Download digitale – Remix
1. Don't Mind (feat. Pitbull e Lil Wayne) (Remix) – 3:18

## Successo commerciale
Nella Billboard Hot 100 statunitense il brano è arrivato alla 10ª posizione nella pubblicazione del 2 luglio 2016, segnando il primo singolo in top ten dell'interprete. In contemporanea ha raggiunto il 7º posto della Streaming Songs con 12,6 milioni di riproduzioni, il 12º posto della Radio Songs con 73 milioni di ascoltatori e il 16º posto della Digital Songs con 41 000 download. Due settimane dopo ha raggiunto il suo picco alla numero 8, dopo aver trascorso anche due settimane in vetta alla Rhythmic Songs.
Nella Official Singles Chart del Regno Unito la canzone ha trascorso un totale di 21 settimane in classifica, trovando la sua posizione massima al 9º posto nella pubblicazione del 4 agosto 2016, dopo aver venduto 42 307 copie.

## Classifiche

### Classifiche settimanali
| Classifica (2016) | Posizione massima |
| ----------------- | ----------------- |
| Australia         | 19                |
| Austria           | 52                |
| Belgio (Fiandre)  | 20                |
| Belgio (Vallonia) | 15                |
| Canada            | 14                |
| Danimarca         | 25                |
| Francia           | 35                |
| Germania          | 36                |
| Irlanda           | 18                |
| Italia            | 44                |
| Norvegia          | 33                |
| Nuova Zelanda     | 20                |
| Paesi Bassi       | 25                |
| Polonia           | 57                |
| Portogallo        | 20                |
| Regno Unito       | 9                 |
| Repubblica Ceca   | 40                |
| Slovacchia        | 40                |
| Spagna            | 79                |
| Stati Uniti       | 8                 |
| Svezia            | 38                |
| Svizzera          | 46                |

### Classifiche di fine anno
| Classifica (2016) | Posizione |
| ----------------- | --------- |
| Belgio (Fiandre)  | 95        |
| Belgio (Vallonia) | 98        |
| Canada            | 63        |
| Danimarca         | 79        |
| Francia           | 68        |
| Paesi Bassi       | 77        |
| Regno Unito       | 54        |
| Stati Uniti       | 48        |